# Municipio de Benito Juárez (Zacatecas)
El municipio de Benito Juárez es uno de los 58 municipios del estado mexicano de Zacatecas. Su cabecera es la localidad de Florencia.

## Geografía
El municipio de Benito Juárez, se localiza en la región sur del estado de Zacatecas, sobre la Sierra Madre Occidental, en la región del Cañón de Tlaltenango, tiene una extensión territorial de 329 kilómetros cuadrados, lo que lo convierte en uno de los municipios más pequeños del estado, sus extremos geográficos son las coordenadas 21° 23' - 21° 36' de latitud norte y 103° 28' - 103° 48' de longitud oeste y su altitud fluctúa entre los 1700 y los 2500 m sobre el nivel del mar.
Limita al noreste con el municipio de Tepechitlán, al este con el municipio de Santa María de la Paz y al sureste con el municipio de Teúl de González Ortega, al norte, oeste y sur limita con el estado de Jalisco, correspondiendo sus límites a los municipios de Chimaltitán al norte, San Martín de Bolaños al oeste y con el municipio de Tequila al sur.

## Fauna
Anfibios: Lithobates neovolcanicus, Lithobates montezumae, Hyla arenicolor e Hyla eximia. 
Reptiles: Anolis nebulosus, Sceloporus dugesii, Sceloporus torquatus, Sceloporus spinosus, Plestiodon lynxe, Thamnophis eques, Conopsis nasus, Crotalus molossus y Trimorphodon tau.

## Demografía
Los resultados del Censo de Población y Vivienda de 2010 realizado por el Instituto Nacional de Estadística y Geografía, dan como resultado que en el municipio de Benito Juárez habitan un total de 4 371 personas, que son 1 369 hombres y 1 399 mujeres.

### Localidades
Benito Juárez tiene un total de 24 localidades, las principales y el número de habitantes en 2020 son las siguientes:
| Localidad            | Población |
| Total Municipio      | 4 493     |
| Florencia            | 2 905     |
| Los Campos           | 435       |
| Potrerillos          | 274       |
| San Lucas Tepetitlán | 209       |
| Tonilco              | 152       |

## Política
El gobierno del municipio le corresponde, como en todos los municipios de México, al ayuntamiento, estando este conformado por el presidente municipal, un síndico y el cabildo compuesto por diez regidores, siendo seis electos por mayoría y cuatro por el principio de representación proporcional; el ayuntamiento es electo mediante voto universal, directo y secreto para un periodo gubernamental de tres años no renovables para el periodo inmediato pero sí de manera no consecutiva, todo entran a ejercer su cargo el día 15 de septiembre del año de la elección.

### Representación legislativa
Para la elección de Diputados al Congreso de Zacatecas y al Congreso de la Unión, el municipio de Benito Juárez se encuentra integrado en los siguientes distritos electorales:
Local:
- XVII Distrito Electoral Local de Zacatecas con cabecera en Tlaltenango de Sánchez Román.

Federal:
- II Distrito Electoral Federal de Zacatecas con cabecera en la ciudad de Jerez de García Salinas.[6]

### Presidentes municipales
- (1998-2001): Maximiliano Correa Correa
- (2001-2004): Ascensión Correa Álvarez
- (2004-2007): J. Refugio Covarrubias Ávila
- (2007-2010): Víctor Javier Campos González
- (2010-2013): Fortino Cortés Sándoval
- (2013-2016): José Guadalupe Correa Valdez
- (2016-2018): Alonzo Arellano Cortés
- (2018-2021): Alonzo Arellano Cortés
- (2021-2024): Erika Yaneth Correa Cortés
- (2024-2027): Fortino Cortés Ramírez